# Leucania laniata
Leucania laniata är en fjärilsart som beskrevs av George Francis Hampson 1898. Leucania laniata ingår i släktet Leucania och familjen nattflyn. Inga underarter finns listade i Catalogue of Life.